# EBS商业与法律大学
EBS商业与法律大学（德語：EBS Universität für Wirtschaft und Recht，简称EBS）是德国厄斯特里希-温克尔的一所私立大学，坐落于法兰克福市郊，成立于1971年。其拥有三个学院：EBS商学院（EBS Business School）、EBS法学院（EBS Law School）和EBS行政学院（EBS Executive School）。EBS侧重的核心领域分别为管理学及经济学，提供本科、硕士及博士多个不同项目教育，学校有权授予博士学位及特许任教资格。2011年，EBS增设法学部门，成为德国第一个工商大学。
EBS注册为EBS Universität für Wirtschaft und Recht gGmbH，学校的运行由德国科学捐赠者联盟的基金会支持。

## 历史

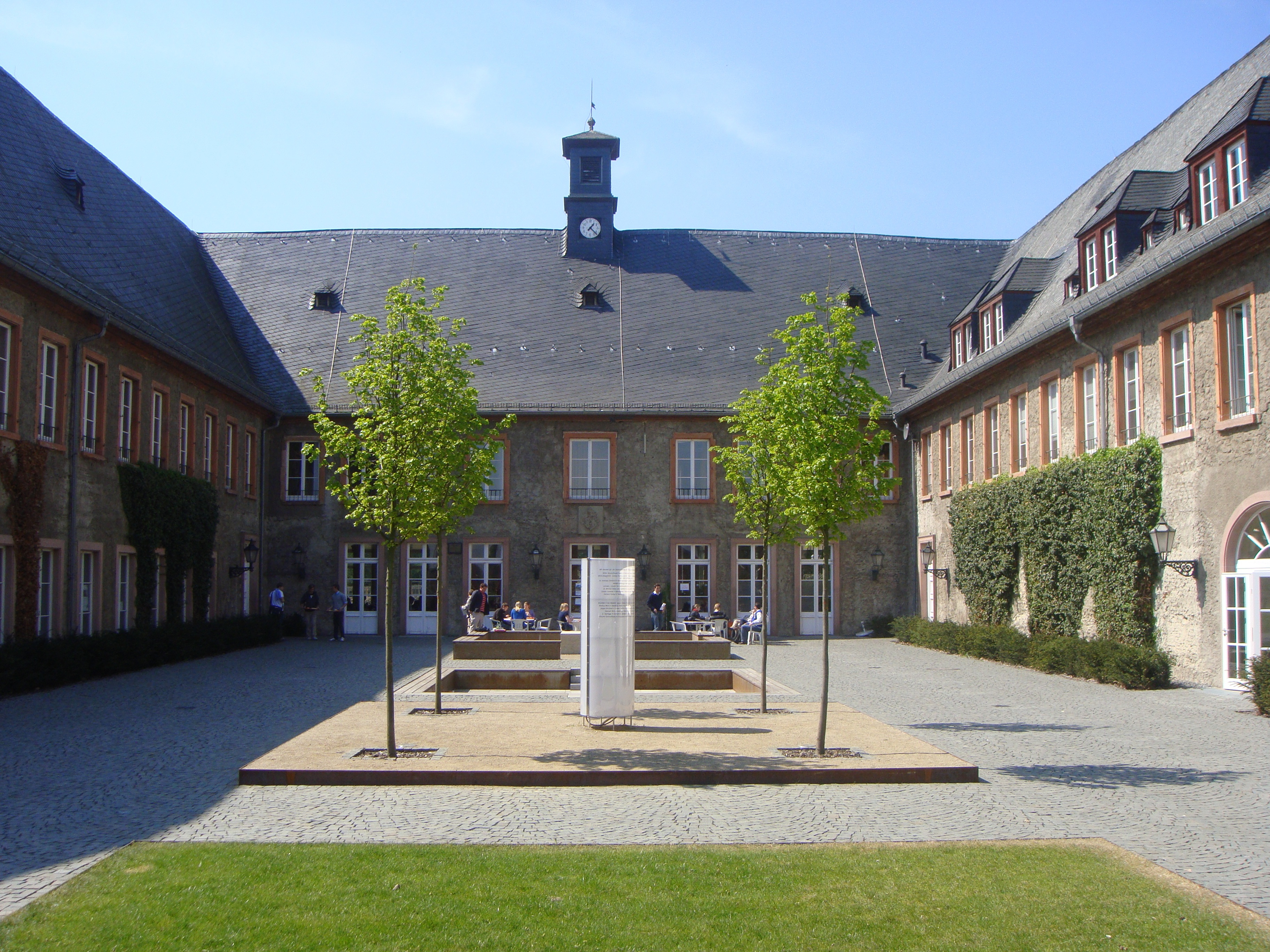
View into the inner courtyard of EBS Business School

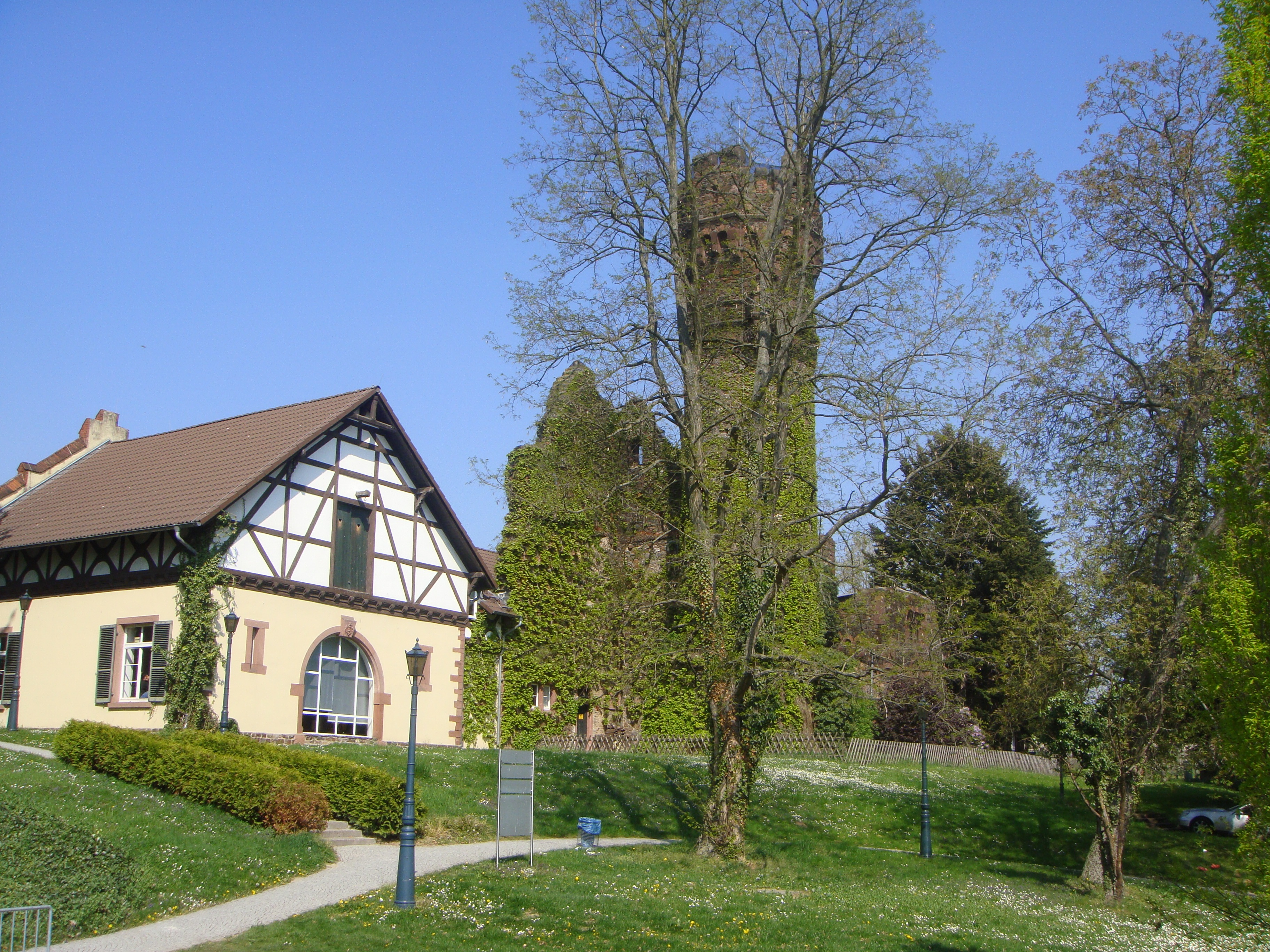
Campus of EBS Business School

1971年，EBS由Klaus Evard （页面存档备份，存于）建立，坐落于美因河畔奥芬巴赫，并将这所年轻的学校命名为欧洲商学院；1980年，学校迁址Schloss Reichartshausen （页面存档备份，存于） - 厄斯特里希-温克尔 - 莱茵高地区；1989年，EBS被授予更高的教育地位；1993年，被授权可颁布博士学位；1998年，被授权可颁布特许任教资格；2005年，EBS在Wiesbaden Schierstein （页面存档备份，存于）建立了第二个校区，该地在2008年成为学校的官方所在地；2010年6月16日，EBS法学院在EBS商学院边上建立，形成"Universität in Gründung"（下形成大学）。
EBS法学院坐落于威斯巴登，EBS商学院的官方所在地由Wiesbaden Schierstein （页面存档备份，存于）迁往威斯巴登的Gustav-Stresemann-Ring；2011年9月，EBS Universität für Wirtschaft und Recht正式成为综合性大学（Universität （页面存档备份，存于））。

## 重点领域
除了在商业类、管理学类和经济学类的课程以外，所有学生都将参加哲学类课程，了解基本的科学哲学和伦理学知识；此外，EBS“教练培训课程”（Coaching Sessions）向所有学生和博士生开放；每年，EBS Symposium都将邀请到引领商界最顶尖的人物、学生和记者来到莱茵河畔参加EBS最盛大的活动；EBS同时也向专家和领导者提供专业的再教育；EBS是联合国全球契约（United Nations Global Compact （页面存档备份，存于））教育板块的成员，一个倡导和推广全球性企业公民的组织；目前，EBS已成为德国、欧洲乃至全世界最顶尖的商学院之一。2016年，Financial Times將EBS評為德國商學院排名前五的商學院。

## 学术项目
EBS教育的重点在于个性发展：每个学期，每个学生都可以从成功的企业管理者处选择接受多种“教练培训课程”（Coaching Sessions）；除了对商业、经济和管理等领域的学习和研究，学生普遍将接触和深入了解哲学和伦理学的概念；EBS还为领导者和未来领导者提供高等管理教育和在职培训。
除了商学院以外，四所附属院校提供了四个研究生方向。它们分别是：EBS房地产学院（the EBS Immobilienakademie）、EBS金融学院（the EBS Finanzakademie）、EBS卫生学院（the EBS Gesundheitsakademie）、EBS管理学学院。

### EBS商学院
EBS Business School at EBS Universität offers the following degree programmes for business students:

#### Full-time大學科系
- Bachelor of Science (BSc)
  - Bachelor in General Management
  - Bachelor in International Business
  - Bachelor in Aviation Management (in Cooperation with Lufthansa AG)

#### Part-time本科项目
- Bachelor in General Management – Part-time

#### Full-time硕士项目
- Master of Science (MSc)
  - Master in Management
  - Master in Automotive Management
  - Master in Finance
  - Master in Real Estate

#### Part-time硕士项目
- Executive Master in Real Estate
- Master in Real Estate Investment & Finance
- Master in Wealth Management
- Master in Business Innovation

#### 高级管理项目
- DBS & EBS Executive MBA
- EBS Full-time MBA
- Executive MBA Health Care Management
- Master in Business Innovation (MBI)

#### 博士项目
- PhD
- Dr. rer. pol.

### EBS法学院
Since September 2011, EBS Law School at EBS Universität offers the following first degree programmes for law students:
- First examination in law (previously First State Examination)
- Bachelor of Laws (LLB)
- Master of Arts in Business (MA)

## 学生组织
学校有众多自发的学生组织，被称为“Ressorts”（德文：部门），旨在解决学生的问题、组织特殊活动、提供小型商业咨询。其中一项非常重要的活动是一年一度的EBS Symposium，它是全部由学生独立组织的经济性研讨会。作为德国最大的学院活动之一，每年都有1,000多参加者。除了各位名人的演讲，参加者更在Recruiting Fair上与各大公司零距离接触。在小组座谈会上，大家更有机会与商界政界名流一起进行讨论。通过Innovations Fair了解当下最新，最有创意的商品。

## 国际交流
作为一所国际学校，EBS在国际上保持了多所交流合作的大学，供学生海外交流选择，几乎每一个EBS的学生都需要有海外交流的经验。
以下几所学校是其中的部分院校：
- Bocconi University （页面存档备份，存于） - 博科尼大学 （意大利，米兰）
- Cass Business School （页面存档备份，存于） - 卡斯商学院 （英国，伦敦）
- China Europe International Business School （页面存档备份，存于） - 上海交通大学中欧国际工商学院 （中国，上海）
- Copenhagen Business School （页面存档备份，存于） - 哥本哈根商学院 （丹麦，哥本哈根）
- Cornell University （页面存档备份，存于） - 康乃尔大学 （美国，纽约州伊萨卡）
- EADA Business School （页面存档备份，存于） - EADA商学院 （西班牙，巴塞罗那）
- George Washington University （页面存档备份，存于） - 乔治华盛顿大学 （美国，华盛顿哥伦比亚特区）
- Guanghua School of Management （页面存档备份，存于） - 北京大学光华管理学院 （中国，北京）
- Hongkong University of Science and Technology （页面存档备份，存于） - 香港科技大学 （中国，香港新界）
- Hongkong Polytechnic University - 香港理工大學 （中國，香港九龍）
- Indian Institute of Management Ahmedabad （页面存档备份，存于） - IIMA印度管理学院艾哈迈巴德分校 （印度，邦加罗尔）
- National University of Singapore （页面存档备份，存于） - 新加坡国立大学 （新加坡，肯特岗）
- Pepperdine University （页面存档备份，存于） - 佩珀代因大学 （美国，加利福尼亚州马利布）
- Sogang University （页面存档备份，存于） - 西江大学 （韩国，首尔）
- Skema Business School （页面存档备份，存于）
- Stellenbosch University （页面存档备份，存于） - 南非斯泰伦博斯大学 （南非，西开普省斯泰伦博斯）
- Tsinghua University （页面存档备份，存于） - 清华大学 （中国，北京）
- University of Melbourne （页面存档备份，存于） - 墨尔本大学 （澳大利亚，维多利亚州墨尔本）
- University of São Paulo （页面存档备份，存于） - 圣保罗大学 （巴西，圣保罗）
- Yonsei University （页面存档备份，存于） - 延世大学 （韩国，首尔）

## 著名校友
- Cornelius Boersch, Business Angel
- Matthias Brandl, former MD of Deutsche Bank AG London.  Founder of CHPartners.
- Roy Brandon Burgess, Executive Vice President, International Channels & Business Development, NBC Universal
- Rolf Hansen, Christian Magel and Thomas S. Enge, founders of Simyo GmbH
- Mark Korzilius, founder of Vapiano
- Prince Maximilian of Liechtenstein, CEO LGT Group
- "Mad" Marvin Rettenmaier, Winner of the X. World Poker Tour Championship 2012 [4]
- Kai-Uwe Ricke, former CEO of Deutsche Telekom AG
- Philipp Schindler, Vice President of Google [5][6]
- Jochen Zeitz, CEO of Puma
- Peter Zieringer, CEO of DaimlerChrysler Bank AG